# Jens Petersson
Jens Petersson, född 7 juni 1983, är en svensk före detta landslagssimmare från Stockholm, tävlande för Stockholms KK. Han var aktiv mellan åren 2001 och 2005. Petersson var ryggsimmare med svenska juniorrekord på 50 och 100 meter ryggsim.